# Калмак-Кырчын
Калмак-Кырчын (кирг. Калмак-Кырчын) — село в Сузакском районе Джалал-Абадской области Кыргызстана. Входит в состав Курманбекского айылного аймака.

## География
Село расположено в юго-восточной части области, на правом берегу реки Кёгарт, на расстоянии приблизительно 47 километров (по прямой) к северо-востоку от села Сузак, административного центра района. Абсолютная высота — 1534 метра над уровнем моря.

## Население
Согласно оценочным данным Национального статистического комитета Кыргызской Республики, численность населения села на начало 2023 года составляла 1800 человек.
| год     | 2009 | 2014 | 2015 | 2020 | 2021 | 2023 |
| ------- | ---- | ---- | ---- | ---- | ---- | ---- |
| человек | 1571 | 1660 | 1613 | 1754 | 1776 | 1800 |